# 20才の微熱
「20才の微熱」（はたちのびねつ）は、1976年5月1日に発売された郷ひろみ17作目のシングル。

## 収録曲
全曲　作詞:橋本淳／作曲・編曲:筒美京平
1. 20才の微熱（3分23秒）
2. 君の匂いの中で（3分10秒）